# Nekrolog 3. Quartal 1981
Nekrolog
◄◄
| ◄
| 1977
| 1978
| 1979
| 1980
| 1981 | 1982 | 1983 | 1984 | 1985 | ► | ►►
1. Quartal |
2. Quartal |
3. Quartal |
4. Quartal 1981
Weitere Ereignisse | Allgemeiner Nekrolog 1981
Die Beschreibung der verstorbenen Person sollte so kurz wie möglich gehalten sein und nur deren signifikante Tätigkeit(en) enthalten.
Neue Namen ggf. auch unter dem Geburts- und Sterbedatum, also etwa unter 1. Januar und im Geburts- und Sterbejahr (2024) eintragen (nur bei entsprechender großer Wichtigkeit). Für Beispiele siehe die schon vorhandenen Artikel.
Außerdem über die fünf zuletzt Verstorbenen, zu denen es einen ausreichend guten Artikel für eine Präsentation auf der Hauptseite gibt, nach der todesbedingten Überarbeitung der Artikel ggf. auch unter Wikipedia Diskussion:Hauptseite informieren und sie am besten auch in den anderen Wikipedia-Sprachversionen eintragen. Tipp: Regelmäßig bei news.google.de nach „ist tot“, „gestorben“ oder „verstorben“ suchen.
Wenn eine Person gestorben ist, gibt es viele Seiten zu dieser Person in der Wikipedia, die davon auch betroffen sind und entsprechend aktualisiert werden müssen. Beispiele: Namenübersichtsseite, Geburtsjahr, Geburtsort-Seiten und viele mehr.
Wie finde ich die betroffenen Seiten?
Im Suchfeld auf der linken Seite gibt man den Suchbegriff so ein: „Vorname Nachname“. Dann klickt man auf Volltext und alle Seiten mit entsprechendem Suchtext werden aufgerufen. Hier sieht man dann schnell, wo auch das Todesjahr Sinn macht oder sogar ein Teil des Artikels angepasst werden muss. Auch hilft das „Werkzeug“ auf der linken Seite sehr gut, um solche Seiten aufzufinden: „Links auf diese Seite“. Somit ist die Wikipedia wieder aktuell in allen Bereichen! Hinweis: bei Eintragung der Kategorie „Gestorben JAHR“ wird der Missbrauchsfilter 49 ausgelöst, was jedoch nicht schlimm ist. Siehe: Spezial:Missbrauchsfilter/49
Dies ist eine Liste von im dritten Quartal 1981 verstorbenen bekannten Persönlichkeiten. Die Einträge erfolgen innerhalb der einzelnen Daten alphabetisch sortiert. Tiere sind im Nekrolog für Tiere zu finden.

## Juli
| Tag      | Name                                   | Beruf, bekannt als                                                                                             | Alter | Beleg |
| -------- | -------------------------------------- | --- | ----- | ----- |
| 1. Juli  | Marcel Breuer                          | US-amerikanischer Architekt und Designer ungarischer Herkunft                                                  | 79    |       |
| 1. Juli  | Zdeněk Burian                          | tschechischer Zeichner und Grafiker                                                                            | 76    |       |
| 1. Juli  | Carlos de Oliveira (Schriftsteller)    | portugiesischer Schriftsteller und Übersetzer                                                                  | 59    |       |
| 1. Juli  | Karl Steiner                           | österreichischer Maler und Bildhauer                                                                           | 78    |       |
| 1. Juli  | Nana de Varennes                       | kanadische Schauspielerin                                                                                      | 95    |       |
| 1. Juli  | Wolfgang Weber                         | deutscher Schachkomponist                                                                                      | 72    |       |
| 2. Juli  | Arthur Gruber                          | deutscher Lokalpolitiker, Oberbürgermeister von Sindelfingen                                                   | 66    |       |
| 2. Juli  | Werner Haberditzl                      | deutscher Chemiker                                                                                             | 56    |       |
| 2. Juli  | Edward Killy                           | US-amerikanischer Regieassistent und Filmregisseur                                                             | 78    |       |
| 2. Juli  | Horst Korber                           | deutscher Politiker (SPD), MdA                                                                                 | 54    |       |
| 02. Juli | Paul Schmiedlin                        | Schweizer Fußballspieler und Leichtathlet                                                                      | 84    |       |
| 2. Juli  | Hans-Heinrich Stölzel                  | deutscher Drogist, Philatelist und Heimatforscher                                                              | 60    |       |
| 3. Juli  | Ross Martin                            | polnisch-amerikanischer Schauspieler                                                                           | 61    |       |
| 3. Juli  | Ludwig Stefan Schwarz                  | rumänischer Journalist und deutschsprachiger Mundartautor                                                      | 55    |       |
| 4. Juli  | Stephen Bosustow                       | kanadischer Filmproduzent                                                                                      | 69    |       |
| 4. Juli  | Helmut Gröttrup                        | deutscher Ingenieur                                                                                            | 65    |       |
| 4. Juli  | Isao Kimura                            | japanischer Schauspieler                                                                                       | 58    |       |
| 4. Juli  | Michael Kohl                           | deutscher Jurist, Diplomat der DDR                                                                             | 51    |       |
| 4. Juli  | Walter Charles Langer                  | amerikanischer Psychoanalytiker                                                                                | 82    |       |
| 4. Juli  | Hans Jakob Meyer                       | Schweizer Bildhauer, Maler und Zeichner                                                                        | 77    |       |
| 4. Juli  | Niels Erik Nørlund                     | dänischer Mathematiker und Astronom                                                                            | 95    |       |
| 4. Juli  | Carl-Werner Sanne                      | deutscher Diplomat und Staatssekretär                                                                          | 57    |       |
| 4. Juli  | Klaus Thormaehlen                      | deutscher Ingenieur, Erfinder und Winzer                                                                       | 89    |       |
| 4. Juli  | Jiří Voskovec                          | tschechischer Schauspieler und Schriftsteller                                                                  | 76    |       |
| 4. Juli  | Burghard Vossen                        | deutscher Unternehmer                                                                                          | 86    |       |
| 5. Juli  | Otto Andersen                          | deutscher Architekt                                                                                            | 56    |       |
| 5. Juli  | Hermann Anselment                      | deutscher Maler                                                                                                | 76    |       |
| 5. Juli  | József Bondor                          | ungarischer kommunistischer Politiker                                                                          | 64    |       |
| 5. Juli  | Jorge Urrutia Blondel                  | chilenischer Komponist                                                                                         | 75    |       |
| 5. Juli  | Manuel Urrutia                         | kubanischer Politiker                                                                                          | 79    |       |
| 6. Juli  | Hans Achinger                          | deutscher Nationalökonom und Sozialwissenschaftler                                                             | 81    |       |
| 6. Juli  | Kaare Fostervoll                       | norwegischer Politiker (Arbeiderpartiet), Minister und Rundfunkintendant                                       | 89    |       |
| 6. Juli  | Martin Jahn                            | deutscher Maler, Zeichner und Kunstpädagoge                                                                    | 82    |       |
| 6. Juli  | Fritz Springer                         | deutscher Weinbautechniker und Heimatdichter in Talheim                                                        | 75    |       |
| 7. Juli  | Keefe Brasselle                        | US-amerikanischer Schauspieler, Produzent und Autor                                                            | 58    |       |
| 7. Juli  | Friedrich Karl Dermietzel              | deutscher SS-Brigadeführer, Generalmajor der Waffen-SS und Arzt                                                | 82    |       |
| 7. Juli  | Karl Heym                              | deutscher Parteifunktionär (SPD, SED), MdV und Kommunalpolitiker                                               | 78    |       |
| 7. Juli  | Masunaga Shizuto                       | japanischer Shiatsu-Praktikter und Buchautor                                                                   | 56    |       |
| 7. Juli  | Peace Pilgrim                          | amerikanische Friedensaktivistin                                                                               | 72    |       |
| 8. Juli  | Walther Ahrens                         | deutscher Mikrobiologe und Hygieniker                                                                          | 71    |       |
| 8. Juli  | Silvano Arieti                         | italienisch-amerikanischer Psychiater, Psychoanalytiker und Hochschullehrer                                    | 67    |       |
| 8. Juli  | Gerhard Bohne                          | deutscher Jurist, Mitorganisator der nationalsozialistischen Krankenmorde in der Aktion T4                     | 79    |       |
| 8. Juli  | Jean Prosper Theodorus Deroy           | niederländisch-belgischer Romanist und Mediävist                                                               | 68    |       |
| 8. Juli  | Otto Linnekogel                        | deutscher Künstler (Grafiker, Illustrator), Filmregisseur und Drehbuchautor                                    | 84    |       |
| 8. Juli  | Reny Lohner                            | österreichische Malerin und Bühnenbildnerin                                                                    | 75    |       |
| 8. Juli  | Joe McDonnell                          | nordirischer Widerstandskämpfer und Hungerstreikender                                                          | 29    |       |
| 8. Juli  | Otto Preßler                           | deutscher Politiker (KPD), MdL                                                                                 | 85    |       |
| 8. Juli  | Ruth Stolz                             | deutsche Kommunistin und Editorin                                                                              | 77    |       |
| 08. Juli | Emil Zeibig                            | französischer Schwimmer                                                                                        | 76    |       |
| 9. Juli  | John Franklin Bardin                   | US-amerikanischer Schriftsteller                                                                               | 64    |       |
| 9. Juli  | Willi Beuster                          | deutscher Politiker (SPD), MdB                                                                                 | 72    |       |
| 9. Juli  | Maria Gleit                            | deutsche Schriftstellerin und Journalistin                                                                     | 72    |       |
| 9. Juli  | Meyer Levin                            | amerikanischer Schriftsteller und Journalist                                                                   | 75    |       |
| 9. Juli  | Wilhelm Möhler                         | deutscher römisch-katholischer Ordensgeistlicher und Generalrektor der Pallottiner                             | 69    |       |
| 9. Juli  | Hans Musäus                            | deutscher Schauspieler                                                                                         | 70    |       |
| 09. Juli | José Joaquim de Sá Freire Alvim        | brasilianischer Politiker                                                                                      |       |       |
| 9. Juli  | Peter Salm                             | deutscher Architekt und Denkmalpfleger                                                                         | 88    |       |
| 9. Juli  | Karl Ludwig Schneider                  | deutscher Angehöriger der Weißen Rose, Redakteur, Hochschullehrer für Germanistik und Philologie               | 61    |       |
| 9. Juli  | Wilhelm Heinrich Carl Tenhaeff         | niederländischer Parapsychologe                                                                                | 87    |       |
| 9. Juli  | Hermann Weinkauff                      | erster Präsident des Bundesgerichtshofs                                                                        | 87    |       |
| 10. Juli | Valter Ever                            | estnischer Leichtathlet                                                                                        | 78    |       |
| 10. Juli | Elimar Freiherr von Fürstenberg        | deutscher Politiker (Bayernpartei, CSU), MdB                                                                   | 70    |       |
| 10. Juli | Franz Hueber                           | österreichischer Jurist und Politiker (NSDAP), Abgeordneter zum Nationalrat, MdR, Justizminister               | 87    |       |
| 10. Juli | Kurt Raeck                             | deutscher Dramaturg, Schauspieler, Theaterregisseur und Theaterintendant                                       | 77    |       |
| 10. Juli | Karl Ströle                            | deutscher Ministerialbeamter                                                                                   | 94    |       |
| 10. Juli | Giuseppe Tosi                          | italienischer Leichtathlet                                                                                     | 65    |       |
| 11. Juli | August Berlin                          | deutscher Politiker (SPD), MdB                                                                                 | 71    |       |
| 11. Juli | Mike Burch                             | US-amerikanischer Automobilrennfahrer                                                                          | 74    |       |
| 11. Juli | John W. Connolly                       | US-amerikanischer Politiker                                                                                    | 70    |       |
| 11. Juli | Karl Großmann                          | deutscher Lehrer und Heimatforscher                                                                            | 85    |       |
| 11. Juli | Martin Irwahn                          | deutscher Maler und Bildhauer                                                                                  | 83    |       |
| 12. Juli | Ignacio Chávez Sánchez                 | mexikanischer Kardiologe und Rektor der Universidad Nacional Autónoma de México                                | 84    |       |
| 12. Juli | Albert Guthke                          | deutscher Museologe                                                                                            | 81    |       |
| 12. Juli | Jim Hayward                            | US-amerikanischer Schauspieler                                                                                 | 80    |       |
| 12. Juli | Boris Nikolajewitsch Polewoi           | sowjetischer Schriftsteller und Journalist                                                                     | 73    |       |
| 13. Juli | Helmuth Beukemann                      | deutscher Offizier, zuletzt Generalmajor im Zweiten Weltkrieg                                                  | 87    |       |
| 13. Juli | Joshua Harold Burn                     | britischer Pharmakologe                                                                                        | 89    |       |
| 13. Juli | Johann Goldschmid                      | österreichischer Radrennfahrer                                                                                 | 62    |       |
| 13. Juli | Martin Hurson                          | nordirischer Widerstandskämpfer und Hungerstreikender                                                          | 24    |       |
| 14. Juli | Hugh Pughe Lloyd                       | britischer Offizier der Luftstreitkräfte des Vereinigten Königreichs                                           | 86    |       |
| 14. Juli | Armand Marquiset                       | französischer Humanist, Philanthrop und Wohltäter                                                              | 80    |       |
| 14. Juli | Felician Prill                         | deutscher Diplomat                                                                                             | 77    |       |
| 14. Juli | Hans Sebinger                          | österreichischer Beamter und Politiker (ÖVP), Abgeordneter zum Nationalrat                                     | 82    |       |
| 14. Juli | Peter von Tramin                       | österreichischer Schriftsteller                                                                                | 49    |       |
| 15. Juli | Paul Reichelt                          | deutscher General der Bundeswehr und der Wehrmacht                                                             | 83    |       |
| 15. Juli | Johann Roggemann                       | deutscher Politiker (NSDAP) und NSDAP-Funktionär                                                               | 80    |       |
| 15. Juli | Paul Sinkwitz                          | deutscher Grafiker und Maler                                                                                   | 82    |       |
| 16. Juli | Nathan Aaron                           | US-amerikanischer Violinist und Musikpädagoge jüdischer Herkunft                                               | 88    |       |
| 16. Juli | Guillermo Casanova                     | chilenischer Fußballspieler                                                                                    | 63    |       |
| 16. Juli | Harry Chapin                           | US-amerikanischer Sänger, Songschreiber und Regisseur                                                          | 38    |       |
| 16. Juli | Ioan Duma                              | römisch-katholischer Bischof                                                                                   | 84    |       |
| 16. Juli | Alexander Grundner-Culemann            | deutscher Forstmann und Politiker; Oberbürgermeister der Stadt Goslar (1952–1958)                              | 95    |       |
| 16. Juli | Will Hudson                            | US-amerikanischer Jazz-Arrangeur und Bandleader                                                                | 73    |       |
| 16. Juli | Manfred Klaiber                        | deutscher Diplomat                                                                                             | 78    |       |
| 16. Juli | Antoine de Lévis-Mirepoix              | französischer Historiker                                                                                       | 96    |       |
| 16. Juli | Bengt Sjöstedt                         | finnischer Hürdenläufer                                                                                        | 74    |       |
| 16. Juli | Lucie Strewe                           | deutsche Judenretterin                                                                                         | 94    |       |
| 16. Juli | Jacob Wolfowitz                        | polnischer Informationstheoretiker                                                                             | 71    |       |
| 17. Juli | Hans Ludwig Gottschalk                 | deutscher Arabist                                                                                              | 77    |       |
| 17. Juli | Karl Hoffmann                          | deutscher Volkswirt, Unternehmer und Politiker (FDP/DVP), MdB                                                  | 80    |       |
| 17. Juli | Heinrich Kaphan                        | jüdischer Landwirt, Mitbegründer von Rolândia                                                                  | 88    |       |
| 17. Juli | Fritz Köhn                             | deutscher Offizier, zuletzt Generalmajor                                                                       | 80    |       |
| 17. Juli | Mizuhara Shūōshi                       | japanischer Arzt und Haiku-Dichter                                                                             | 88    |       |
| 17. Juli | Nicholas Soussanin                     | Schauspieler                                                                                                   | 92    |       |
| 17. Juli | Hans-Georg Vitt                        | deutscher Politiker (SPD), MdL                                                                                 | 58    |       |
| 17. Juli | Otto Zwierina                          | österreichischer Elektrotechniker                                                                              | 81    |       |
| 18. Juli | Janet Craxton                          | englische Oboistin                                                                                             | 52    |       |
| 19. Juli | Roger Doucet                           | kanadischer Sänger (Tenor)                                                                                     | 62    |       |
| 19. Juli | Henry „Booker T.“ Glass                | US-amerikanischer Jazzmusiker                                                                                  | 92    |       |
| 19. Juli | Itō Daisuke                            | japanischer Drehbuchautor und Filmregisseur                                                                    | 82    |       |
| 19. Juli | Wilhelm Kaune                          | deutscher Stellmachermeister und niederdeutscher Schriftsteller                                                | 85    |       |
| 19. Juli | Alexander Georgijewitsch Kotikow       | sowjetischer General                                                                                           | 78    |       |
| 19. Juli | José María Pemán                       | spanischer Schriftsteller                                                                                      | 83    |       |
| 19. Juli | Ernst Siegmann                         | deutscher Klassischer Philologe                                                                                | 66    |       |
| 19. Juli | Karl Steinhoff                         | deutscher Politiker (SPD, SED), MdV, Ministerpräsident des Landes Brandenburg und Minister des Inneren der DDR | 88    |       |
| 19. Juli | Clemente Yerovi                        | ecuadorianischer Politiker, Präsident von Ecuador                                                              | 76    |       |
| 20. Juli | Jimmy Buffington                       | amerikanischer Jazzmusiker                                                                                     | 59    |       |
| 20. Juli | Dale Hennesy                           | US-amerikanischer Artdirector und Szenenbildner                                                                | 54    |       |
| 20. Juli | Karl-Jean Longuet                      | französischer Bildhauer                                                                                        | 76    |       |
| 20. Juli | Fritz Rettmann                         | deutscher Politiker (SED) und Gewerkschafter                                                                   | 79    |       |
| 20. Juli | Diego Venini                           | italienischer katholischer Titularerzbischof                                                                   | 91    |       |
| 20. Juli | Rolf Wütherich                         | deutscher Rennfahrer                                                                                           | 53    |       |
| 21. Juli | Lélio Gama                             | brasilianischer Mathematiker, Astronom und Geophysiker                                                         | 88    |       |
| 21. Juli | Wilhelm Massing                        | deutscher Architekt und Stadtplaner                                                                            | 76    |       |
| 21. Juli | Dora Miklosich                         | österreichische Schauspielerin und Radiosprecherin                                                             | 82    |       |
| 21. Juli | Snub Mosley                            | US-amerikanischer Jazzmusiker                                                                                  | 75    |       |
| 21. Juli | Ljudmila Schiwkowa                     | bulgarische Politikerin der Bulgarischen Kommunistischen Partei (BKP)                                          | 38    |       |
| 21. Juli | Jean Vaurez                            | französischer Automobilrennfahrer                                                                              | 83    |       |
| 22. Juli | Maria Inés Teresa Arias Espinosa       | mexikanische Ordensschwester und Ordensgründerin, Selige                                                       | 77    |       |
| 22. Juli | Josephine Blesch                       | deutsche Ministerialbeamtin, Außenpolitik-Expertin und Publizistin                                             | 94    |       |
| 22. Juli | Hermann von Hanneken                   | deutscher Offizier, zuletzt General der Infanterie sowie Wirtschaftsführer                                     | 91    |       |
| 22. Juli | Nedim Kaleci                           | türkischer Fußballspieler und -trainer                                                                         | 81    |       |
| 22. Juli | Christian Potyka                       | deutscher Journalist                                                                                           |       |       |
| 22. Juli | Goronwy Roberts, Baron Goronwy-Roberts | britischer Politiker (Labour), Mitglied des House of Commons                                                   | 67    |       |
| 22. Juli | Konrad Sasse                           | deutscher Musikwissenschaftler                                                                                 | 54    |       |
| 23. Juli | Ivan Eklind                            | schwedischer Fußballschiedsrichter                                                                             | 75    |       |
| 23. Juli | Harvey Fletcher                        | US-amerikanischer Physiker                                                                                     | 96    |       |
| 23. Juli | Lasar Aronowitsch Ljusternik           | russischer Mathematiker                                                                                        | 81    |       |
| 23. Juli | Taoka Kazuo                            | dritter Bandenchef der Yamaguchi-gumi                                                                          | 68    |       |
| 23. Juli | Franz Solan Schäppi                    | Schweizer Kapuziner und Missionswissenschaftler                                                                | 80    |       |
| 23. Juli | Christian Theunert                     | deutscher Bildhauer, Maler, Grafiker und Dichter                                                               | 82    |       |
| 23. Juli | Wilhelm van Kempen                     | deutscher Kunsthistoriker                                                                                      | 87    |       |
| 24. Juli | Willy Heller                           | deutscher Politiker                                                                                            | 80    |       |
| 24. Juli | Guy Frederic Marrian                   | britischer Biochemiker                                                                                         | 77    |       |
| 24. Juli | Klaus Wilhelm Rath                     | deutscher Wirtschaftswissenschaftler und Hochschullehrer                                                       | 79    |       |
| 24. Juli | Rudi Schade                            | deutscher Politiker (SPD)                                                                                      | 67    |       |
| 24. Juli | Věra Votrubcová                        | tschechische Tischtennisspielerin                                                                              | 70    |       |
| 25. Juli | Conrad Fink                            | deutscher Bibliothekar und Politiker (BP, CSU), MdB                                                            | 81    |       |
| 25. Juli | Josef Goldschmidt                      | israelischer Politiker                                                                                         |       |       |
| 25. Juli | Eugen Heinen                           | deutscher Heimatforscher                                                                                       |       |       |
| 25. Juli | Max Mertz                              | deutscher Grafiker und Maler                                                                                   | 69    |       |
| 25. Juli | Erich Seefeldner                       | österreichischer Geograph, Gymnasiallehrer und Landesschulinspektor                                            | 93    |       |
| 26. Juli | Frank Dorn                             | US-amerikanischer Offizier, Brigadegeneral der US-Army                                                         | 80    |       |
| 26. Juli | Stafford L. Warren                     | US-amerikanischer Nuklearmediziner                                                                             | 85    |       |
| 26. Juli | John Passmore Widgery                  | britischer Richter, Lord Chief Justice of England and Wales (1972–1980)                                        | 70    |       |
| 27. Juli | Katharina Boll-Dornberger              | österreichisch-deutsche Physikerin                                                                             | 71    |       |
| 27. Juli | Paul Brunton                           | englischer Philosoph, Mystiker und Autor                                                                       | 82    |       |
| 27. Juli | Gilbert Gray                           | US-amerikanischer Segler                                                                                       | 79    |       |
| 27. Juli | Elizabeth Rona                         | ungarische Chemikerin und Kernphysikerin                                                                       | 91    |       |
| 27. Juli | Wilhelm Schäfer                        | deutscher Paläontologe und Zoologe                                                                             | 69    |       |
| 27. Juli | William Wyler                          | schweizerisch-US-amerikanischer Filmregisseur und Produzent                                                    | 79    |       |
| 28. Juli | Otto Friedrich Bach                    | deutscher Politiker (SPD), MdA                                                                                 | 81    |       |
| 28. Juli | Wilbur Cush                            | nordirischer Fußballspieler                                                                                    | 53    |       |
| 28. Juli | Jakob Kuratli                          | Schweizer Mundartschriftsteller und Lokalhistoriker                                                            | 82    |       |
| 28. Juli | Stanley Rother                         | US-amerikanischer Missionar und Märtyrer                                                                       | 46    |       |
| 28. Juli | Erich Bolte                            | deutscher Büromöbelfabrikant                                                                                   | 81    |       |
| 29. Juli | John Albert                            | austroamerikanischer Journalist                                                                                | 69    |       |
| 29. Juli | Arthur Bothe                           | deutscher Architekt                                                                                            | 89    |       |
| 29. Juli | Alfred Bühler                          | Schweizer Ethnologe und Forschungsreisender                                                                    | 81    |       |
| 29. Juli | Friedrich Faßbender                    | deutscher Mediziner                                                                                            | 88    |       |
| 29. Juli | Ludwig Linsert                         | deutscher Politiker (SPD), Gewerkschafter und Widerstandskämpfer gegen den Nationalsozialismus                 | 73    |       |
| 29. Juli | Robert Moses                           | US-amerikanischer Stadtplaner                                                                                  | 92    |       |
| 30. Juli | Gerhard Grützke                        | deutscher Politiker (SPD), MdA                                                                                 | 73    |       |
| 30. Juli | Johann Hazod                           | österreichischer Maler und Buchdrucker                                                                         | 84    |       |
| 30. Juli | Helmar Helas                           | deutscher Kunstmaler, Glasgestalter und Restaurator                                                            | 67    |       |
| 30. Juli | Daisy Kennedy                          | australische Violinistin                                                                                       | 88    |       |
| 30. Juli | Johann Wolfgang Schaukal               | österreichischer Maler und Volksbildner                                                                        | 81    |       |
| 30. Juli | Gerrit van de Ruit                     | niederländischer Radrennfahrer                                                                                 | 69    |       |
| 31. Juli | Joe Gqabi                              | südafrikanischer Anti-Apartheid-Aktivist                                                                       |       |       |
| 31. Juli | Ioachim Moldoveanu                     | rumänischer Fußballspieler                                                                                     |       |       |
| 31. Juli | Ladislau Raffinsky                     | rumänischer Fußballspieler und -trainer                                                                        | 76    |       |
| Juli     | Tommi Parzinger                        | deutsch-amerikanischer Grafiker und Designer                                                                   | 78    |       |

## August
| Tag        | Name                              | Beruf, bekannt als                                                                                              | Alter | Beleg |
| ---------- | --------------------------------- | --- | ----- | ----- |
| 1. August  | Julius Arigi                      | österreichischer Jagdflieger                                                                                    | 85    |       |
| 1. August  | Jan Batory                        | polnischer Filmregisseur und Drehbuchautor                                                                      | 59    |       |
| 1. August  | Klaus-Peter Braun                 | deutscher DDR-Grenzsoldat, im Dienst erschossen                                                                 | 22    |       |
| 1. August  | Paddy Chayefsky                   | US-amerikanischer Autor                                                                                         | 58    |       |
| 1. August  | Irwin D. Davidson                 | US-amerikanischer Jurist und Politiker                                                                          | 75    |       |
| 1. August  | Hans Flesch-Brunningen            | österreichischer Schriftsteller und Übersetzer                                                                  | 86    |       |
| 1. August  | Álvaro de Laiglesia               | spanischer humoristischer Schriftsteller                                                                        | 58    |       |
| 1. August  | Kevin Lynch                       | nordirischer Widerstandskämpfer und Hungerstreikender                                                           | 25    |       |
| 1. August  | Harrison Ross Steeves             | US-amerikanischer Anglist und Hochschullehrer                                                                   | 100   |       |
| 1. August  | Omar Torrijos                     | panamaischer Politiker                                                                                          | 52    |       |
| 2. August  | Josef Breuer                      | deutscher Schachkomponist                                                                                       | 78    |       |
| 2. August  | Delfo Cabrera                     | argentinischer Marathonläufer und Olympiasieger                                                                 | 62    |       |
| 2. August  | Stefanie Clausen                  | dänische Wasserspringerin                                                                                       | 81    |       |
| 2. August  | Valentin Dasch                    | deutscher Politiker (CSU), MdL, MdB                                                                             | 51    |       |
| 2. August  | Kieran Doherty                    | nordirischer Widerstandskämpfer und Hungerstreikender                                                           | 25    |       |
| 2. August  | Ignatius Gopu                     | römisch-katholischer Geistlicher, Bischof von Visakhapatnam                                                     | 69    |       |
| 02. August | Athol Meech                       | kanadischer Ruderer                                                                                             | 74    |       |
| 3. August  | Franz Wilhelm Beidler             | Schweizer Publizist                                                                                             | 79    |       |
| 3. August  | Marcello Casanova                 | italienischer Ruderer                                                                                           | 79    |       |
| 3. August  | Wolfgang Heidenfeld               | deutsch-südafrikanisch-irischer Schachspieler                                                                   | 70    |       |
| 3. August  | Miriam Lehmann-Haupt              | österreichisch-amerikanische Schauspielerin                                                                     | 76    |       |
| 3. August  | Nadine Paunovic                   | österreichische Politikerin (ÖVP), Abgeordnete zum Nationalrat                                                  | 78    |       |
| 3. August  | Pietro Romanelli                  | italienischer Klassischer Archäologe                                                                            | 91    |       |
| 4. August  | Theodor Brün                      | deutscher Maler, Bildhauer und Grafiker                                                                         | 95    |       |
| 4. August  | Melvyn Douglas                    | US-amerikanischer Schauspieler                                                                                  | 80    |       |
| 4. August  | Ernst Ritter                      | österreichischer Politiker (SPÖ), Heimatforscher und Arzt                                                       | 93    |       |
| 4. August  | Adolf Rüütel                      | estnischer Fußballspieler                                                                                       | 74    |       |
| 4. August  | Friedrich Stegmüller              | deutscher Theologe und Hochschullehrer, Professor für Dogmatik                                                  | 78    |       |
| 5. August  | Jean Bobescu                      | rumänischer Violinist, Dirigent und Musikpädagoge                                                               | 91    |       |
| 5. August  | Jerzy Neyman                      | polnischer Mathematiker und Autor                                                                               | 87    |       |
| 5. August  | Toni Oelsner                      | Sozialwissenschaftlerin                                                                                         | 74    |       |
| 5. August  | Samuel Slavson                    | US-amerikanischer Psychiater, Psychoanalytiker und Publizist                                                    | 90    |       |
| 6. August  | Mario Abbate                      | italienischer Sänger und Schauspieler                                                                           | 53    |       |
| 6. August  | Primo Casale                      | venezolanischer Geiger, Dirigent, Komponist und Musikpädagoge italienischer Herkunft                            | 77    |       |
| 6. August  | Corradino D’Ascanio               | italienischer Ingenieur                                                                                         | 90    |       |
| 6. August  | Jos Gielen                        | niederländischer Literaturwissenschaftler und Politiker                                                         | 82    |       |
| 6. August  | James A. Haley                    | US-amerikanischer Politiker                                                                                     | 82    |       |
| 6. August  | Alexander Herrmann                | deutscher HNO-Arzt und Hochschullehrer                                                                          | 80    |       |
| 6. August  | José Suárez                       | spanischer Schauspieler                                                                                         | 61    |       |
| 7. August  | Karl Richard Adam                 | deutscher NSDAP-Funktionär und Politiker                                                                        | 82    |       |
| 7. August  | André Bauer                       | deutscher Flüchtling, Todesopfer an der innerdeutschen Grenze                                                   | 17    |       |
| 7. August  | Helge Dahl                        | dänischer Schauspieler                                                                                          | 79    |       |
| 7. August  | Franz Eichenberg                  | deutscher Rechtsanwalt                                                                                          | 81    |       |
| 7. August  | Carl Feilitzsch                   | deutscher Komponist                                                                                             | 80    |       |
| 7. August  | Ernst Finkemeyer                  | deutscher Oberstadtdirektor                                                                                     | 46    |       |
| 7. August  | Heinrich Günnewig                 | deutscher Jurist und Oberbürgermeister                                                                          | 92    |       |
| 7. August  | Hans Heinz von Wangenheim         | deutscher Verwaltungsbeamter und -richter                                                                       | 92    |       |
| 8. August  | Stefan Hollenthoner               | österreichischer Landwirt, Bäckermeister und Politiker (CS), Landtagsabgeordneter                               | 90    |       |
| 8. August  | Wilma Landwehr                    | deutsche Politikerin (SPD), MdBB                                                                                | 68    |       |
| 8. August  | Martin Machule                    | Botaniker, Bankbeamter und österreichischer Autor deutscher Nationalität                                        | 82    |       |
| 8. August  | Tom McElwee                       | nordirischer Widerstandskämpfer und Hungerstreikender                                                           | 23    |       |
| 8. August  | Franz Tschögl                     | österreichischer Politiker (ÖVP), Landtagsabgeordneter im Burgenland                                            | 66    |       |
| 8. August  | Lazar Wechsler                    | Schweizer Filmproduzent                                                                                         | 85    |       |
| 9. August  | Christoph Bernoulli               | Schweizer, Kunsthändler, Innenarchitekt                                                                         | 83    |       |
| 9. August  | Odilo Braun                       | deutscher Ordensgeistlicher und Widerstandskämpfer                                                              | 81    |       |
| 9. August  | Hermann Eising                    | deutscher katholischer Theologe und Hochschullehrer (Alttestamentler) in Münster                                | 73    |       |
| 9. August  | Eileen Fairbairn                  | neuseeländische Lehrerin und Geografin                                                                          | 88    |       |
| 9. August  | Martin Hirthe                     | deutscher Synchronsprecher und Schauspieler                                                                     | 60    |       |
| 9. August  | Max Hoffman                       | austroamerikanischer Autohändler für Importfahrzeuge                                                            | 76    |       |
| 9. August  | Maximilian Mueller                | US-amerikanischer Geistlicher, römisch-katholischer Bischof von Sioux City                                      | 86    |       |
| 9. August  | Emil Nesler                       | österreichischer Politiker (SPÖ), Landesrat von Vorarlberg                                                      | 87    |       |
| 9. August  | Walter Storp                      | deutscher Offizier, zuletzt Generalmajor der Luftwaffe im Zweiten Weltkrieg                                     | 71    |       |
| 10. August | Josef Hauser                      | deutscher Wasserballspieler                                                                                     | 71    |       |
| 10. August | Ludwig Landwehr                   | deutscher Politiker (KPD), MdL                                                                                  | 84    |       |
| 10. August | Richard Lebküchner                | deutscher SS-Führer und Kriminalrat                                                                             | 79    |       |
| 10. August | Erich Weferling                   | deutscher Linguist                                                                                              | 92    |       |
| 11. August | Sachar Alexandrowitsch Rogowin    | russischer Chemiker                                                                                             | 75    |       |
| 13. August | Juan Behrensen                    | argentinischer Schwimmer                                                                                        | 77    |       |
| 12. August | Fritz Gögel                       | deutscher Bildhauer                                                                                             | 76    |       |
| 12. August | Shirley Grey                      | US-amerikanische Schauspielerin                                                                                 | 79    |       |
| 12. August | Kurt Liebmann                     | deutscher Schriftsteller                                                                                        | 84    |       |
| 12. August | Rosita Melo                       | uruguayisch-argentinische Tangosängerin und -komponistin                                                        | 84    |       |
| 12. August | Angelo Moratti                    | italienischer Unternehmer und Fußballfunktionär                                                                 | 71    |       |
| 12. August | Otto Schaaber                     | deutscher Physiker und Hochschullehrer                                                                          | 67    |       |
| 13. August | José Baviera                      | mexikanischer Schauspieler und Filmregisseur                                                                    | 74    |       |
| 13. August | José María Minella                | argentinischer Fußballspieler                                                                                   | 72    |       |
| 14. August | Salah Abd as-Sabur                | ägyptischer Literat und Denker der arabischen Welt                                                              | 50    |       |
| 14. August | Karl Böhm                         | österreichischer Dirigent                                                                                       | 86    |       |
| 14. August | Wladimir Gawrilowitsch Charitonow | sowjetischer Dichter und Liedermacher                                                                           | 61    |       |
| 14. August | Stevan Doronjski                  | jugoslawischer Politiker                                                                                        | 61    |       |
| 14. August | Otto Hermann Grevesmühl           | deutscher Musiker, Konzertmeister und Dirigent                                                                  | 62    |       |
| 14. August | Kurt-Jürgen Lorenz                | deutscher Fußballspieler                                                                                        | 29    |       |
| 14. August | Michael Maderthaner               | österreichischer Politiker (SPÖ), Abgeordneter zum Nationalrat                                                  | 56    |       |
| 15. August | Alfred Barr                       | US-amerikanischer Kunsthistoriker                                                                               | 79    |       |
| 15. August | Orlando Chaves                    | brasilianischer Geistlicher, Erzbischof von Cuiabá                                                              | 81    |       |
| 15. August | Ralph Kubail                      | deutscher Ruderer                                                                                               | 29    |       |
| 15. August | Fritz Thiele                      | deutscher Unternehmer im Fahrzeugbau                                                                            | 78    |       |
| 15. August | Karl Gero von Urach               | deutscher Adeliger, Chef des Hauses Urach                                                                       | 81    |       |
| 15. August | Wiktor Wladimirowitsch Wagner     | russischer Mathematiker                                                                                         | 72    |       |
| 15. August | Humphrey Waldock                  | britischer Jurist                                                                                               | 77    |       |
| 16. August | Viktor Achter                     | deutscher Jurist und Hochschullehrer sowie Unternehmer                                                          | 76    |       |
| 16. August | Grazian Georgijewitsch Botew      | sowjetischer Kanute                                                                                             | 52    |       |
| 16. August | Denys N. Coop                     | englischer Kameramann                                                                                           | 61    |       |
| 16. August | Bernhard Danckelmann              | deutscher Jurist                                                                                                | 86    |       |
| 16. August | Carl Oskar Klipp                  | deutscher Politiker (NSDAP), MdR und Arzt                                                                       | 83    |       |
| 16. August | Robert Krasker                    | australischer Kameramann                                                                                        | 68    |       |
| 17. August | Mariama Bâ                        | senegalesische Schriftstellerin                                                                                 | 52    |       |
| 17. August | Giorgio Ferroni                   | italienischer Filmregisseur und Dokumentarfilmer                                                                | 73    |       |
| 17. August | Arthur Hebel                      | deutscher Leichtathlet                                                                                          | 81    |       |
| 17. August | Dominick Napolitano               | US-amerikanischer Gangster                                                                                      | 51    |       |
| 17. August | Selma Stern                       | deutsche Historikerin                                                                                           | 91    |       |
| 17. August | Perry W. Wilson                   | US-amerikanischer Biochemiker                                                                                   | 78    |       |
| 17. August | Alexander Zschokke                | Schweizer Bildhauer                                                                                             | 86    |       |
| 18. August | Hermann Becker                    | deutscher Politiker (LDP), MdV und Herausgeber                                                                  | 76    |       |
| 18. August | Robert Russell Bennett            | US-amerikanischer Komponist                                                                                     | 87    |       |
| 18. August | Gustav Hilbert                    | deutscher Maler und Grafiker sowie Metall- und Emailkünstler                                                    | 81    |       |
| 18. August | Bernard Koopman                   | US-amerikanischer Mathematiker                                                                                  | 81    |       |
| 18. August | Anita Loos                        | amerikanische Drehbuchautorin                                                                                   | 93    |       |
| 18. August | Alexa von Porembsky               | deutsche Schauspielerin                                                                                         | 75    |       |
| 18. August | Huibert van Saane                 | niederländischer Bauunternehmer                                                                                 | 77    |       |
| 18. August | Adolf Schmidt-Bodenstedt          | deutscher Lehrer, NS-Funktionär und Politiker (NSDAP), MdR                                                      | 77    |       |
| 18. August | Sergei Sergejewitsch Schulz       | russisch-sowjetischer Geologe                                                                                   | 82    |       |
| 18. August | Leonhard Weiß                     | deutscher Fußballspieler                                                                                        | 74    |       |
| 19. August | Joachim Ammann                    | Schweizer Bischof und Ordensmann                                                                                | 83    |       |
| 19. August | Margarete Hahn                    | deutsche Gewerkschafterin und Politikerin (SED)                                                                 | 82    |       |
| 19. August | Raoul Lesueur                     | französischer Radrennfahrer                                                                                     | 69    |       |
| 19. August | Jessie Matthews                   | britische Schauspielerin                                                                                        | 74    |       |
| 19. August | Ernst Wirmer                      | deutscher Beamter, Ministerialdirektor im Bundesverteidigungsministerium                                        | 71    |       |
| 20. August | Mickey Devine                     | nordirischer Widerstandskämpfer und Hungerstreikender                                                           | 27    |       |
| 20. August | Norbert Mühlen                    | deutsch-amerikanischer Publizist                                                                                | 71    |       |
| 20. August | John Leonard Pilcher              | US-amerikanischer Politiker                                                                                     | 82    |       |
| 20. August | Sándor Radó                       | ungarischer Kartograf, Kommunist und Widerstandskämpfer                                                         | 81    |       |
| 20. August | Richard Wildhagen                 | deutscher Unternehmer und Kommunalpolitiker                                                                     | 91    |       |
| 21. August | Eddie Byrne                       | irischer Schauspieler                                                                                           | 70    |       |
| 21. August | Luís António Palha Teixeira       | brasilianischer Ordensgeistlicher, Prälat von Marabá                                                            | 85    |       |
| 22. August | Karl von Appen                    | deutscher Bühnenbildner                                                                                         | 81    |       |
| 22. August | Ignaz Battlogg                    | österreichischer Politiker (ÖVP), Landtagsabgeordneter                                                          | 56    |       |
| 22. August | Leo Bieber                        | deutscher Bühnen-, Film- und Fernsehschauspieler                                                                | 76    |       |
| 22. August | Ludwig Janda                      | deutscher Fußballspieler und -trainer                                                                           | 62    |       |
| 22. August | Kuniko Mukōda                     | japanische Schriftstellerin und Drehbuchautorin                                                                 | 51    |       |
| 22. August | Paul Mathias Padua                | deutscher Maler                                                                                                 | 77    |       |
| 22. August | Sașa Pană                         | rumänischer Dichter und Prosaschriftsteller                                                                     | 79    |       |
| 22. August | Glauber Rocha                     | brasilianischer Filmregisseur                                                                                   | 43    |       |
| 23. August | Trevor Coker                      | neuseeländischer Ruderer und Olympiateilnehmer                                                                  | 31    |       |
| 23. August | Rolf Herricht                     | deutscher Schauspieler und Komiker                                                                              | 53    |       |
| 23. August | Josefin Kipper                    | österreichische Schauspielerin                                                                                  | 52    |       |
| 24. August | Gerhard Brenner                   | deutscher Journalist und Politiker (CDU), MdL Rheinland-Pfalz                                                   | 52    |       |
| 24. August | Bill Coleman                      | US-amerikanischer Jazz-Trompeter                                                                                | 77    |       |
| 24. August | William F. Dean                   | US-amerikanischer Offizier, Generalmajor der US-Army                                                            | 82    |       |
| 24. August | Dieter Möhring                    | deutscher Unternehmer                                                                                           | 71    |       |
| 25. August | Konrad Bänninger                  | Schweizer Schriftsteller, Lyriker und Essayist                                                                  | 90    |       |
| 25. August | August Hofer                      | deutscher Maler des Expressionismus                                                                             | 82    |       |
| 25. August | Frances Irwin Hunt                | neuseeländische Malerin                                                                                         | 91    |       |
| 25. August | Elfriede Tungl                    | österreichische Bauingenieurin                                                                                  | 59    |       |
| 25. August | Elisabeth Wilms                   | deutsche Dokumentarfilmerin                                                                                     | 76    |       |
| 26. August | Hans Dietl                        | deutscher Politiker (SPD), MdL                                                                                  | 87    |       |
| 26. August | Matthias Hödlmoser                | österreichischer Landwirt und Politiker (ÖVP)                                                                   | 74    |       |
| 26. August | Tove Mohr                         | norwegische Gynäkologin und Frauenrechtlerin                                                                    | 90    |       |
| 26. August | Catherine Dorris Norrell          | US-amerikanische Politikerin                                                                                    | 80    |       |
| 26. August | Foots Thomas                      | US-amerikanischer Jazzmusiker                                                                                   |       |       |
| 26. August | Alexander Turyn                   | polnisch-US-amerikanischer Gräzist                                                                              | 80    |       |
| 26. August | Otti Zacharias                    | deutsche Porträtfotografin                                                                                      |       |       |
| 27. August | Irmgard Bartenieff                | deutsche Tänzerin, Choreografin und Tanztherapeutin                                                             | 81    |       |
| 27. August | Waleri Borissowitsch Charlamow    | sowjetischer Eishockeynationalspieler                                                                           | 33    |       |
| 27. August | Karl Dippon                       | deutscher Weingärtner und Politiker (CDU), MdL                                                                  | 80    |       |
| 27. August | Paul Herget                       | US-amerikanischer Astronom                                                                                      | 73    |       |
| 27. August | Denis Honegger                    | Schweizer Architekt                                                                                             | 73    |       |
| 27. August | Hanna Rautenbach                  | deutsche Politikerin (KPD), MdL                                                                                 | 92    |       |
| 27. August | Henri-Victor Vallois              | französischer Anthropologe, Paläontologe und Anatom                                                             | 92    |       |
| 27. August | Gerhard Wandschneider             | deutscher Jurist und Kommunalpolitiker                                                                          | 74    |       |
| 27. August | Adrianus Zwart                    | niederländischer Maler                                                                                          | 77    |       |
| 28. August | Paul Anspach                      | belgischer Fechtsportler und Olympiasieger                                                                      | 99    |       |
| 28. August | Willi Engelmann                   | deutscher Polizeioffizier und Generalleutnant der Volkspolizei                                                  | 57    |       |
| 28. August | Béla Guttmann                     | ungarischer Fußballspieler und -trainer                                                                         | 82    |       |
| 28. August | Suzanne Mansion                   | belgische Philosophiehistorikerin                                                                               | 65    |       |
| 28. August | Jørgen Ryg                        | dänischer Jazzmusiker (Trompete), Schauspieler und Comedian                                                     | 54    |       |
| 28. August | Hermann Schilli                   | deutscher Heimat- und Bauernhausforscher                                                                        | 85    |       |
| 28. August | Ronnie Self                       | US-amerikanischer Rockabilly-Sänger                                                                             | 43    |       |
| 29. August | Kaye Don                          | irischer Automobil- und Motorbootrennfahrer                                                                     | 90    |       |
| 29. August | Curt von Salmuth                  | deutscher Industrieller                                                                                         | 86    |       |
| 30. August | Mohammad Dschawad Bahonar         | schiitischer Geistlicher und Ministerpräsident des Iran                                                         |       |       |
| 30. August | Robert A. Kann                    | österreichisch-US-amerikanischer Historiker                                                                     | 75    |       |
| 30. August | Elfriede Paul                     | deutsche Hochschullehrerin, Gesundheitspolitikerin und Widerstandskämpferin                                     | 81    |       |
| 30. August | Mohammad Ali Radschāʾi            | iranischer Politiker                                                                                            |       |       |
| 30. August | T. B. W. Reid                     | britischer Romanist                                                                                             | 80    |       |
| 30. August | Johann Schmidt                    | deutscher evangelisch-lutherischer Pastor mit weitem Horizont: Theologie, Mission, Kirchengeschichte, pastor... | 74    |       |
| 30. August | François Seydoux de Clausonne     | französischer Diplomat                                                                                          | 76    |       |
| 30. August | Vera-Ellen                        | US-amerikanische Schauspielerin                                                                                 | 60    |       |
| 30. August | Ernst Wettengel                   | deutscher Politiker (NSDAP), MdR                                                                                | 78    |       |
| 31. August | John Ashworth Barraclough         | britischer Offizier und Militärgouverneur                                                                       | 87    |       |
| 31. August | Elias Bickermann                  | US-amerikanischer Althistoriker                                                                                 | 84    |       |
| 31. August | Pierre Billon                     | französischer Filmregisseur und Drehbuchautor                                                                   | 80    |       |
| 31. August | Hugh O’Neill Hencken              | US-amerikanischer Prähistoriker                                                                                 | 79    |       |
| 31. August | Hubert Wolf                       | deutscher Musiker                                                                                               | 46    |       |
| August     | Leonidas Alaoglu                  | kanadischer Mathematiker                                                                                        | 67    |       |
| August     | Snookum Russell                   | US-amerikanischer Pianist und Bandleader                                                                        | 68    |       |

## September
| Tag           | Name                                    | Beruf, bekannt als                                                                                              | Alter | Beleg |
| ------------- | --------------------------------------- | --- | ----- | ----- |
| 1. September  | Vincenzo Agnetti                        | italienischer Konzeptkünstler                                                                                   | 54    |       |
| 1. September  | Paul Bausch                             | deutscher Politiker (CSVD, CDU), MdL, MdR, MdB                                                                  | 86    |       |
| 1. September  | Otto Bergund                            | deutscher Politiker (SPD)                                                                                       | 92    |       |
| 1. September  | Wolfgang Einsingbach                    | deutscher Denkmalpfleger                                                                                        | 48    |       |
| 1. September  | George M. Gosman                        | US-amerikanischer Politiker                                                                                     | 87    |       |
| 1. September  | Ann Harding                             | US-amerikanische Schauspielerin                                                                                 | 79    |       |
| 1. September  | Antonio Petrucci                        | italienischer Journalist, Drehbuchautor und Filmregisseur                                                       | 74    |       |
| 1. September  | Curt Sandig                             | deutscher Betriebswirtschaftler, Professor für Betriebswirtschaftslehre                                         | 80    |       |
| 1. September  | Albert Speer                            | deutscher Architekt, Politiker (NSDAP), MdR und hoher Funktionär während der Zeit des Nationalsozialismus       | 76    |       |
| 1. September  | Josef Stoffels                          | deutscher Fotograf                                                                                              | 88    |       |
| 1. September  | Ernst Weil                              | deutscher Künstler                                                                                              | 61    |       |
| 2. September  | Tadeusz Baird                           | polnischer Komponist                                                                                            | 53    |       |
| 2. September  | Guglielmo Gatti                         | italienischer Klassischer Archäologe                                                                            | 75    |       |
| 2. September  | Enid Lyons                              | australische Politikerin                                                                                        | 84    |       |
| 2. September  | Wiktor Olecki                           | polnischer Radrennfahrer                                                                                        | 71    |       |
| 2. September  | Janko Ravnik                            | jugoslawischer bzw. slowenischer Komponist und Filmregisseur                                                    | 90    |       |
| 2. September  | Rudolf Weißer                           | deutscher Architekt                                                                                             | 70    |       |
| 3. September  | Rafael Albaicín                         | spanischer Stierkämpfer und Schauspieler                                                                        | 62    |       |
| 3. September  | Wilhelm Henke                           | deutscher Pfarrer, Theologe und Landesbischof in Schaumburg-Lippe                                               | 84    |       |
| 3. September  | Harold Alexander Houser                 | US-amerikanischer Offizier, Gouverneur von Amerikanisch-Samoa                                                   | 84    |       |
| 3. September  | Rensis Likert                           | US-amerikanischer Sozialforscher                                                                                | 78    |       |
| 3. September  | Wilhelm Pauck                           | deutsch-amerikanischer evangelischer Kirchenhistoriker                                                          | 80    |       |
| 3. September  | Helge Peters-Pawlinin                   | deutscher Tänzer, Choreograf und Bühnenbildner                                                                  | 78    |       |
| 3. September  | Theodore Roszak                         | US-amerikanischer Bildhauer und Maler                                                                           | 74    |       |
| 3. September  | Alec Waugh                              | britischer Schriftsteller                                                                                       | 83    |       |
| 3. September  | Ernst Widmer                            | Schweizer Zollbeamter                                                                                           | 78    |       |
| 3. September  | Alexander Akimowitsch Worobjow          | russisch-sowjetischer Physiker                                                                                  | 71    |       |
| 4. September  | Frank J. Becker                         | US-amerikanischer Politiker                                                                                     | 82    |       |
| 4. September  | Franz Egon von Boch-Galhau              | deutscher Unternehmer, Gesellschafter der Villeroy & Boch KG                                                    | 72    |       |
| 4. September  | Louis Delamare                          | französischer Diplomat                                                                                          | 59    |       |
| 4. September  | Peter Goldbaum                          | deutscher Produzent, Regisseur und Drehbuchautor                                                                | 65    |       |
| 4. September  | Georg Henschel                          | deutscher Politiker (SPD)                                                                                       | 68    |       |
| 4. September  | David Peel                              | britischer Schauspieler                                                                                         | 61    |       |
| 4. September  | Hildegard Stilijanow                    | deutsche Malerin                                                                                                | 76    |       |
| 4. September  | Antonín Žváček                          | tschechischer Komponist und Musiker                                                                             | 74    |       |
| 5. September  | Hamid Frangieh                          | libanesischer Politiker                                                                                         | 74    |       |
| 5. September  | Albert Gorter                           | deutscher Finanzjurist und Ministerialbeamter in Bayern                                                         | 94    |       |
| 5. September  | Hans Kallenbach                         | deutscher Pädagoge, Philologe und Akademiedirektor                                                              | 73    |       |
| 5. September  | Aimé Maeght                             | französischer Lithograph, Kunsthändler, Galerist und Herausgeber                                                | 75    |       |
| 6. September  | Christy Brown                           | irischer Maler und Autor                                                                                        | 49    |       |
| 6. September  | Arthur Casagrande                       | österreichisch-amerikanischer Bodenmechaniker, Geotechniker und Bauingenieur                                    | 79    |       |
| 6. September  | Rudolf Goehr                            | deutsch-amerikanischer Komponist, Pianist und Dirigent                                                          | 74    |       |
| 6. September  | Gerd Lohmer                             | deutscher Architekt, Brückenbauer                                                                               | 71    |       |
| 6. September  | René Maronnier                          | französischer Radrennfahrer                                                                                     | 83    |       |
| 6. September  | Hans-Wolfgang Romberg                   | deutscher Luftfahrtmediziner                                                                                    | 70    |       |
| 7. September  | Werner Berg                             | deutscher Maler                                                                                                 | 77    |       |
| 7. September  | Otto Flieger                            | deutscher Politiker (SPD), Mitglied der Stadtverordnetenversammlung von Groß-Berlin                             | 66    |       |
| 7. September  | Paul Kanstein                           | deutscher Jurist, Gestapo-Mitarbeiter und SS-Führer                                                             | 82    |       |
| 7. September  | Edwin Albert Link                       | US-amerikanischer Erfinder des Flugsimulators                                                                   | 77    |       |
| 7. September  | Folkert Wilken                          | deutscher Wirtschaftswissenschaftler und Anthroposoph                                                           | 91    |       |
| 8. September  | Patricio Caicedo                        | spanischer Fußballspieler und -trainer                                                                          | 82    |       |
| 8. September  | Paul Collart                            | Schweizer Archäologe                                                                                            | 79    |       |
| 8. September  | William R. Cotter                       | US-amerikanischer Politiker                                                                                     | 55    |       |
| 8. September  | Gerry Geran                             | US-amerikanischer Eishockeyspieler                                                                              | 86    |       |
| 8. September  | Nisargadatta Maharaj                    | indischer Spiritueller und Yogi                                                                                 | 84    |       |
| 8. September  | Carlo Alberto Pizzini                   | italienischer Komponist und Dirigent                                                                            | 76    |       |
| 8. September  | Franz Popp                              | österreichischer Lehrer und Politiker (SDAP, SPÖ), Landtagsabgeordneter                                         | 89    |       |
| 8. September  | Josef Kamenitzky Steiner                | österreichischer Maler                                                                                          | 70    |       |
| 8. September  | Charles M. Sternberg                    | kanadischer Paläontologe                                                                                        | 95    |       |
| 8. September  | Yukawa Hideki                           | japanischer Physiker                                                                                            | 74    |       |
| 9. September  | Claude Berger                           | Schweizer Politiker (SP)                                                                                        | 60    |       |
| 9. September  | Tom Beyer                               | deutscher Maler                                                                                                 | 74    |       |
| 9. September  | Fernand Coppieters                      | belgischer Jazz- und Unterhaltungsmusiker                                                                       | 76    |       |
| 9. September  | Helen Humes                             | US-amerikanische Jazz- und Blues-Sängerin                                                                       | 68    |       |
| 9. September  | Jacques Lacan                           | französischer Psychoanalytiker und Autor                                                                        | 80    |       |
| 9. September  | Fritz zur Loye                          | deutscher Politiker (NSDAP), MdR                                                                                | 92    |       |
| 9. September  | Werner Trenkner                         | deutscher Komponist und Dirigent                                                                                | 79    |       |
| 10. September | Gisela Baur-Nütten                      | deutsche Malerin und Grafiker der Düsseldorfer Schule                                                           | 95    |       |
| 10. September | Alan Rowland Chisholm                   | australischer Romanist und Literaturwissenschaftler                                                             | 92    |       |
| 10. September | Walter Heimann                          | deutscher Pionier der Fernsehtechnik                                                                            | 73    |       |
| 10. September | Otto Eugen Mayer                        | deutscher Archäologe und Publizist                                                                              | 93    |       |
| 10. September | Riad Al Sunbati                         | ägyptischer Komponist und Musiker                                                                               | 74    |       |
| 10. September | Stefan Weintraub                        | deutscher Jazzmusiker und australischer Mechaniker                                                              |       |       |
| 11. September | Gregory Breit                           | US-amerikanischer Physiker                                                                                      | 82    |       |
| 11. September | Mies Callenfels-Carsten                 | niederländische Malerin und Zeichnerin                                                                          | 88    |       |
| 11. September | Suzanne Clauser                         | österreichische Übersetzerin                                                                                    | 83    |       |
| 11. September | Emil Dreher                             | deutscher Elektrotechniker und NS-Funktionär                                                                    | 80    |       |
| 11. September | Walter Heinrich Fuchs                   | deutscher Phytomediziner                                                                                        | 77    |       |
| 11. September | Georg Haas                              | ein israelischer Herpetologe und Paläontologe                                                                   | 76    |       |
| 11. September | Jules Horrent                           | belgischer Romanist, Hispanist, Italianist, Lusitanist und Mediävist                                            | 61    |       |
| 11. September | Frank McHugh                            | US-amerikanischer Film- und Theaterschauspieler                                                                 | 83    |       |
| 11. September | Cecil McMaster                          | südafrikanischer Geher                                                                                          | 86    |       |
| 11. September | Mihai Moldovan                          | rumänischer Komponist                                                                                           | 43    |       |
| 11. September | Martin Schippert                        | Schweizer Motorrad-Rocker, gilt als Gründer der Hells Angels Schweiz                                            | 35    |       |
| 11. September | Enrique Teuche                          | chilenischer Fußballspieler                                                                                     | 87    |       |
| 11. September | Bill Warrington                         | britischer Spezialeffektkünstler                                                                                |       |       |
| 12. September | Gian Giacomo Dalmasso                   | italienischer Comicautor                                                                                        | 74    |       |
| 12. September | Eugen Glueckauf                         | deutsch-britischer Nuklearphysiker                                                                              | 75    |       |
| 12. September | Alfred Kähler                           | deutsch-amerikanischer Wirtschaftswissenschaftler                                                               | 81    |       |
| 12. September | Eugenio Montale                         | italienischer Schriftsteller                                                                                    | 84    |       |
| 12. September | Hans Sontheimer                         | österreichischer Maler und Bildhauer                                                                            | 75    |       |
| 12. September | Bernard Weinstock                       | US-amerikanischer Chemiker                                                                                      | 63    |       |
| 13. September | Bob Bates                               | amerikanischer Jazzbassist                                                                                      | 58    |       |
| 13. September | Franz Grosse-Brockhoff                  | deutscher Mediziner                                                                                             | 73    |       |
| 13. September | Siegfried Thalheimer                    | deutscher Journalist und Schriftsteller                                                                         | 82    |       |
| 14. September | Alessandro Esposito                     | italienischer Organist, Komponist und Musikpädagoge                                                             | 68    |       |
| 14. September | Furry Lewis                             | US-amerikanischer Blues-Gitarrist und -Sänger                                                                   | 88    |       |
| 14. September | Charles L. Melson                       | US-amerikanischer Offizier, Vizeadmiral der US-Navy                                                             | 77    |       |
| 14. September | Otto Mohr                               | deutscher Elektroingenieur und Hochschullehrer                                                                  | 73    |       |
| 14. September | Manfred Monjé                           | deutscher Sinnesphysiologe und Hochschullehrer                                                                  | 80    |       |
| 15. September | Chick Bullock                           | US-amerikanischer Jazz-Sänger                                                                                   | 72    |       |
| 15. September | Robert Sidney Cahn                      | britischer Chemiker                                                                                             | 82    |       |
| 15. September | Sara Haden                              | US-amerikanische Theater- und Filmschauspielerin                                                                | 82    |       |
| 15. September | Ursula Herrmann                         | deutsches Entführungs- und Mordopfer                                                                            | 10    |       |
| 16. September | Doris Baum                              | deutsche Politikerin (CDU), MdL                                                                                 | 72    |       |
| 16. September | Hans-Jürgen Baumann                     | deutscher Politiker (FDP, CDU), MdL                                                                             | 58    |       |
| 16. September | Uwe Behrendt                            | deutscher Rechtsextremist                                                                                       | 29    |       |
| 16. September | Michael DiSalle                         | US-amerikanischer Politiker                                                                                     | 73    |       |
| 16. September | Fritz Lange                             | deutscher Politiker (USPD, KPD, SED), MdV, Minister für Volksbildung der DDR                                    | 82    |       |
| 17. September | Milton Pentonville Allen                | Gouverneur von St. Christopher, Nevis und Anguilla                                                              | 93    |       |
| 17. September | Alfred Hawellek                         | deutscher Politiker                                                                                             | 76    |       |
| 17. September | Bernhard Poll                           | deutscher Historiker und Stadtarchivar                                                                          | 80    |       |
| 18. September | Walter Franke                           | deutscher Politiker (SPD), Mitglied der Stadtverordnetenversammlung von Groß-Berlin                             | 70    |       |
| 18. September | Richard von Hegener                     | deutscher Hauptstellenleiter in der Kanzlei des Führers, mitverantwortlich für die Organisation des national... | 76    |       |
| 18. September | George Sherman Lane                     | US-amerikanischer Sprachwissenschaftler                                                                         | 78    |       |
| 18. September | Franz Schilling                         | deutscher Politiker (CDU)                                                                                       | 79    |       |
| 19. September | Eduard Fischer                          | Schweizer Schriftsteller und Historiker                                                                         | 85    |       |
| 19. September | Paul Gerhard Johanssen                  | deutscher lutherischer Pastor                                                                                   | 78    |       |
| 20. September | Hugh Blandford                          | britischer Schachkomponist                                                                                      | 64    |       |
| 20. September | Marcelle Cahn                           | französische Malerin                                                                                            | 86    |       |
| 20. September | Emil Skog                               | finnischer sozialdemokratischer Politiker                                                                       | 84    |       |
| 21. September | Tony Aubin                              | französischer Komponist                                                                                         | 73    |       |
| 21. September | Carlo Bandirola                         | italienischer Motorradrennfahrer                                                                                | 65    |       |
| 21. September | Iwan Bilodid                            | sowjetisch-ukrainischer Linguist und Bildungsminister                                                           | 75    |       |
| 21. September | Benno Fischer                           | tschechoslowakischer Politiker (SdP)                                                                            | 79    |       |
| 21. September | Henry Forder                            | neuseeländischer Mathematiker                                                                                   | 91    |       |
| 21. September | Nigel Patrick                           | britischer Schauspieler                                                                                         | 68    |       |
| 21. September | Fritz H. Wolters                        | deutscher Hochschullehrer und Baubeamter                                                                        | 76    |       |
| 22. September | Néstor Carballo                         | uruguayischer Fußballspieler                                                                                    | 52    |       |
| 22. September | Klaus-Jürgen Rattay                     | deutscher Hausbesetzer                                                                                          | 18    |       |
| 22. September | Harry Warren                            | US-amerikanischer Musiker, Komponist und Liedtexter                                                             | 87    |       |
| 23. September | Sam Costa                               | britischer Sänger und Pianist in Tanzbands und Radiomoderator                                                   | 71    |       |
| 23. September | Dan George                              | kanadischer Schauspieler und Häuptling des Salish Indianerstammes in Burrard Inlet, British Columbia (Kanada)   | 82    |       |
| 23. September | Herbert Grünbaum                        | deutscher Schauspieler                                                                                          | 79    |       |
| 23. September | Alfred Schlageter                       | Schweizer Schauspieler                                                                                          | 85    |       |
| 23. September | Walter Strerath                         | deutscher Jazzpianist                                                                                           | 39    |       |
| 23. September | Hans Wichmann                           | deutscher Leichtathlet                                                                                          | 76    |       |
| 24. September | Jørgen Grunnet Jepsen                   | dänischer Jazz-Historiker                                                                                       |       |       |
| 24. September | Patsy Kelly                             | US-amerikanische Schauspielerin                                                                                 | 71    |       |
| 24. September | Hubert Mumelter                         | italienischer Dichter und Maler (Südtirol)                                                                      | 85    |       |
| 24. September | Edward Schreiber                        | US-amerikanischer Werbefachmann, Bauunternehmer, Filmproduzent und Drehbuchautor                                | 68    |       |
| 24. September | Michael Terry                           | britischer Entdeckungsreisender, Schriftsteller und Prospektor in Australien                                    | 82    |       |
| 25. September | Saïfoulaye Diallo                       | guineischer Politiker                                                                                           |       |       |
| 25. September | Heinz Dodenhoff                         | deutscher Maler und Lyriker                                                                                     | 92    |       |
| 25. September | Hermann Glüsing                         | deutscher Landwirt und Politiker (CDU), MdB                                                                     | 72    |       |
| 25. September | Victor Goldschmidt                      | französischer Philosoph                                                                                         | 66    |       |
| 25. September | Bertil Jansson                          | schwedischer Leichtathlet                                                                                       | 83    |       |
| 25. September | Randhir Singh Gentle                    | indischer Hockeyspieler                                                                                         | 59    |       |
| 25. September | Otto Paul Wenger                        | Schweizer Münzhändler und Numismatiker                                                                          | 62    |       |
| 25. September | Fritz Weninger                          | österreichischer Maler und Restaurator                                                                          | 89    |       |
| 26. September | Roy Cochran                             | US-amerikanischer Hürdenläufer und Sprinter                                                                     | 62    |       |
| 26. September | Ludwig Goldbrunner                      | deutscher Fußballspieler                                                                                        | 73    |       |
| 26. September | Ray Kellogg                             | US-amerikanischer Schauspieler und Sänger                                                                       | 61    |       |
| 26. September | Berthold Maack                          | deutscher Politiker (NSDAP) und SS-Führer                                                                       | 83    |       |
| 26. September | Tadesse Söhl                            | äthiopisches Adoptivkind deutscher Eltern                                                                       |       |       |
| 27. September | Gualterio Enrique Ahrens                | argentinischer Brigadegeneral und Botschafter                                                                   | 74    |       |
| 27. September | Pierre Claret                           | französischer Eishockeyspieler                                                                                  | 70    |       |
| 27. September | Bronisław Malinowski                    | polnischer Hindernisläufer und Olympiasieger                                                                    | 30    |       |
| 27. September | Friedrich Mehler                        | deutsch-schwedischer Komponist                                                                                  | 85    |       |
| 27. September | Robert Montgomery                       | US-amerikanischer Schauspieler                                                                                  | 77    |       |
| 27. September | Max Nagel                               | deutscher Politiker (CDU)                                                                                       | 76    |       |
| 27. September | Ulises Pivel Devoto                     | uruguayischer Politiker                                                                                         |       |       |
| 27. September | Ernst Strauss                           | deutscher Kunsthistoriker und Klaverpädagoge                                                                    | 80    |       |
| 28. September | Karl Artelt                             | deutscher Revolutionär und Politiker                                                                            | 90    |       |
| 28. September | Rómulo Betancourt                       | venezolanischer Politiker, Präsident Venezuelas (1945–1948 und 1959–1964)                                       | 73    |       |
| 28. September | Edward Boyle, Baron Boyle of Handsworth | britischer Politiker, Mitglied des House of Commons                                                             | 58    |       |
| 28. September | Hildegard Cornelsen                     | deutsche Schulbuchautorin, Verlegerin und Grafikerin                                                            | 75    |       |
| 28. September | George W. Corner                        | US-amerikanischer Anatom und Embryologe                                                                         | 91    |       |
| 28. September | Helmut Cron                             | deutscher Journalist                                                                                            | 81    |       |
| 28. September | Wolfgang Hartmann                       | Schweizer Schriftsteller                                                                                        | 90    |       |
| 28. September | Herbert Mensching                       | deutscher Schauspieler und Synchronsprecher                                                                     | 53    |       |
| 28. September | Willi Meurer                            | deutscher Radrennfahrer                                                                                         | 66    |       |
| 28. September | Rudolf Thiel                            | deutscher Schriftsteller                                                                                        | 82    |       |
| 29. September | Irving Chernev                          | US-amerikanischer Schachbuchautor                                                                               | 81    |       |
| 29. September | Tommy Moore                             | britischer Schlagzeuger                                                                                         | 50    |       |
| 29. September | Wilhelm Reinecke                        | deutscher Politiker (NLP), MdL                                                                                  | 76    |       |
| 29. September | Bill Shankly                            | schottischer Fußballspieler und -trainer                                                                        | 68    |       |
| 29. September | Hans Sperger                            | österreichischer Politiker, Landesrat von Vorarlberg                                                            | 70    |       |
| 29. September | Franz Stampf                            | österreichischer Politiker (SPÖ), Landtagsabgeordneter im Burgenland                                            | 81    |       |
| 29. September | Frances A. Yates                        | englische Historikerin und Autorin                                                                              | 81    |       |
| 30. September | Mustapha Danso                          | gambischer Militär, zur Todesstrafe verurteilt                                                                  |       |       |
| 30. September | Boyd Neel                               | britisch-kanadischer Dirigent und Musikpädagoge                                                                 | 76    |       |
| 30. September | Leo Pietsch                             | österreichischer katholischer Weihbischof der Diözese Graz-Seckau                                               | 76    |       |
| 30. September | Pieter Schelte Heerema                  | niederländischer Unternehmer                                                                                    | 73    |       |
| 30. September | Liselotte Strelow                       | deutsche Fotografin                                                                                             | 73    |       |
| 30. September | Peter Weihs                             | österreichischer Schauspieler, Regisseur und Theaterleiter                                                      | 54    |       |
| 30. September | Flemming Weis                           | dänischer Komponist                                                                                             | 83    |       |
| September     | Harry Bates                             | US-amerikanischer Autor und Herausgeber                                                                         | 80    |       |
| September     | Elisabeth Jastrow                       | deutsch-US-amerikanische Klassische Archäologin                                                                 | 90    |       |
| September     | David W. Smith                          | US-amerikanischer Pädiater und Morphologe                                                                       |       |       |